# Chinaza Uchendu
Chinaza Love Uchendu, född den 3 december 1997 i Lagos, är en nigeriansk fotbollsspelare som spelar för Linköpings FC. Hon var en del av Nigerias trupp i världsmästerskapet i Frankrike år 2019 och hon var med i den nigerianska truppen som vann det afrikanska mästerskapet år 2018.